# Fairlawn (Ohio)
Fairlawn – miasto w Stanach Zjednoczonych, w stanie Ohio. Liczba mieszkańców w 2000 roku wynosiła 7307.

## Historia
Fairlawn zostało zarejestrowane jako Fairlawn Village w roku 1960. Stało się miastem, gdy według spisu z 1970 roku jego populacja osiągnęła 6200 osób.

## Geografia
Według United States Census Bureau całkowita powierzchnia miasta wynosi 11,63 km², z czego 11,60 km² to ląd, a 0,01 mil kwadratowych (0,03 km²) to woda.